# Muhammad al-Baqir
Muhammad ibn ʿAlī (al-Bāqir) (Arabisk: محمد ابن علي الباقر ) (født 676-677 – døde 732-735) var den femte shiitiske imām ifølge tolver-grenen, og den fjerde imām ifølge ismāʿīli-grenen.
Han blev født i byen Medina. Hans mor var Fatimā Umm ʿAbd Allāh, en datter af Hasan b. ʿAlī, hvilket gjorde al-Bāqir til barnebarn af både Imām Hasan og Imām Husayn.
al-Bāqir blev imām efter sin far, Zayn al-ʿĀbidīn's død. Han fortsatte den samme stiltiende politik som sin far og nægtede at deltage i oprør mod umayyaderne. Ikke desto mindre havde al-Bāqir problematiske forhold til umayyaderne. Det vides at han havde sejret i en duel mod Nāfiʿ, en ven af ʿUmar b. al-Khattāb, som havde udfordret ham på kalif Hishām b. ʿAbd al-Malik's befalinger. Men den efterfølgende kalif, ʿUmar b. ʿAbd al-ʿAziz havde et mere positivt syn på Imām Bāqir, og det siges også at al-Bāqir havde bedre forhold til Saʿīd al-Khayr, en af ʿAbd al-Malik's sønner. Ifølge en tradition, var det på Imām Bāqir's forslag, at den daværende byzantinske møntfod denarius, blev skiftet ud med en muslimsk dinar.
Imām Bāqir var en lærd hvis storhed også var kendt uden for hans shiitiske tilhængerkreds. Det berettes at alle andre lærde følte sig ydmyge i al-Bāqir's nærvær. Han tilskrives desuden også en masse mirakler; som f.eks. evnen til at kunne kommunikere med dyr, tilbagebringe synet til blinde og at kunne forudse fremtiden.
Det var under Muhammad al-Bāqir at læren om shiitisk lov blev offentliggjort og det var også under hans levetid at de tolver-shiitiske doktriner blev synliggjorte. Blandt disse doktriner er:
- Arven af lederskabet (imāmah); at lederskabet går i arv fra den ene imām til den næste ved en guddommelig befaling, som afsløredes i en guddommeligt inspireret udpegning (nass) offentliggjort af Profeten Muhammed, som ifølge denne overbevisning havde forudsagt alle imāmerne. Denne udvælgelse vil så igen blive fremsagt af hver enkelt imām, som hver især vil offentliggøre sin efterfølger.
- At alle imāmer er af fatimidisk slægt
- At alle imāmer besidder en speciel viden som ikke er tilgængelig for almindelige mennesker
- At alle imāmer har absolut spirituel autoritet og også bør have absolut politisk autoritet
- Alle doktrinære og lovmæssige udtalelser foretaget af imāmerne er kommet direkte fra profeten via imāmernes forfædre (enten ved fysisk beretning eller ved arvelighed).
- al-Bāqir prædikede også for troen på dissociation (barāʿa) fra imāmernes fjender, hvoraf de fremtrædende bestod af mange følgesvende (sahāba) som bl.a. de tre første kaliffer.
- Tilladelsen af den religiøse forstillelse (taqiyya); at det i visse situationer er lovligt at skjule sin tro for at undgå at bringe sig selv i fare.

Desuden var Imām Bāqir også imod individuelle fortolkninger (ijtihād), men mente at den ideelle discipel var den, som modtog, berettede og overholdt imāmens bestemmelser uden at stille spørgsmålstegn. Det vides at al-Bāqir irettesatte nogle af hans disciple, for i diskussioner at have benyttet deres egne argumentationer frem for Imām Bāqir's lære. Mange af al-Bāqir's udtalelser blev skrevet ned i form af traditioner (usūl), som senere skulle udgøre et fundament for de senere shiitiske kilder.
Det berettes at al-Bāqir havde diskussioner om lovmæssige eller teologiske emner med muslimske opponenter fra andre retninger, heriblandt en kendt muʿtazilī, khāridjī og ikke mindst Abū Hanīfa.
Imām Bāqir havde også nære relationer til åbenlyst heterodokse skikkelser, som bl.a. Abū Mansūr al-ʿIjilī, al-Mughīra b. Saʿīd al-ʿIjilī og Jābir b. Yazīd al-Juʿfī.
Ifølge beretningerne var Imām Bāqir meget nærtstående med sin bror Zayd, som i 740 gjorde oprør mod umayyaderne. Men det siges dog, at al-Bāqir havde advaret ham om konsekvenserne ved at gøre oprør i utide mod umayyaderne. En gruppe af shiitterne, kaldt jārūdiyya, var dog tilhængere af Zayd og hans oprør og mente at han var imām i stedet for al-Bāqir. Denne gruppe var i første omgang opkaldt efter Abu'l-Jārūd Ziyād b. al-Mundhir, som var en af Imām Bāqir's disciple, der dog videreførte nogle af Bāqir's lære til Zayd's tilhængere. I dag findes der stadig en shiitisk retning, zayditterne, som anerkender Zayd som værende den femte og sidste shiitiske imām. Denne gruppe er primært udbredt i Yemen og det sydvestlige Saudi Arabien.
al-Bāqir var kendt for sin askese og han tilskrives også mange beretninger som berører begrebet zuhd (askese). Han siges desuden at have defineret tasawwuf (sufisme) som "godheden ved rådighed: den der har en bedre rådighed er en bedre sufi".
I sunnitiske kilder fremstilles al-Bāqir som en troværdig beretter, som dog optræder som en fejlberettende person, idet han tilskrives en masse beretninger fra følgesvende (sahāba), som han aldrig har mødt.
I eksisterende kilder hersker der uenighed omkring hvornår Imām Bāqir døde; årstallene svinger i mellem 732 og 735. Men ifølge den shiitiske lærd, ibn Bābawayh, døde Imām Bāqir ved forgiftning på ordrer af den umayyadiske kalif Ibrāhīm b. al-Walīd.
Muhammad al-Bāqir blev begravet i Jannat al-Baqī i Medina og blev efterfulgt af sin søn Jaʿfar al-Sādiq.